# Episodi di Il commissario Köster (ventisettesima stagione)
La ventisettesima stagione della serie televisiva Il commissario Köster è stata trasmessa in prima visione negli Germania da ZDF dal 3 gennaio 2003.
| n. | Titolo originale            | Titolo italiano         | Prima TV Germania | Prima TV Italia |
| -- | --------------------------- | ----------------------- | ----------------- | --------------- |
| 1  | Ein böses Spiel             | La menzogna             | 3 gennaio 2003    |                 |
| 2  | Das Testament des Doktor Z. | Doppio tradimento       | 24 gennaio 2003   |                 |
| 3  | Der Albtraum                | Il testamento di Zobel  | 31 gennaio 2003   |                 |
| 4  | Bei Mord hört es auf        | Voglia di vendetta      | 7 febbraio 2003   |                 |
| 5  | Alles oder Nichts           | Morte di un gigolò      | 20 giugno 2003    |                 |
| 6  | Späte Rache                 | La finestra di fronte   | 26 giugno 2003    |                 |
| 7  | Die falsche Spur            | La falsa pista          | 4 luglio 2003     |                 |
| 8  | Tod auf Raten               | Frammento di verità     | 11 luglio 2003    |                 |
| 9  | Es ist alles vorbei         | Canzone per una squillo | 17 ottobre 2003   |                 |
| 10 | Die Liebe stirbt zuerst     | Gelosia                 | 24 ottobre 2003   |                 |
| 11 | Todfeinde                   | Ritorno a casa          | 7 novembre 2003   |                 |